# جوسي فيريري

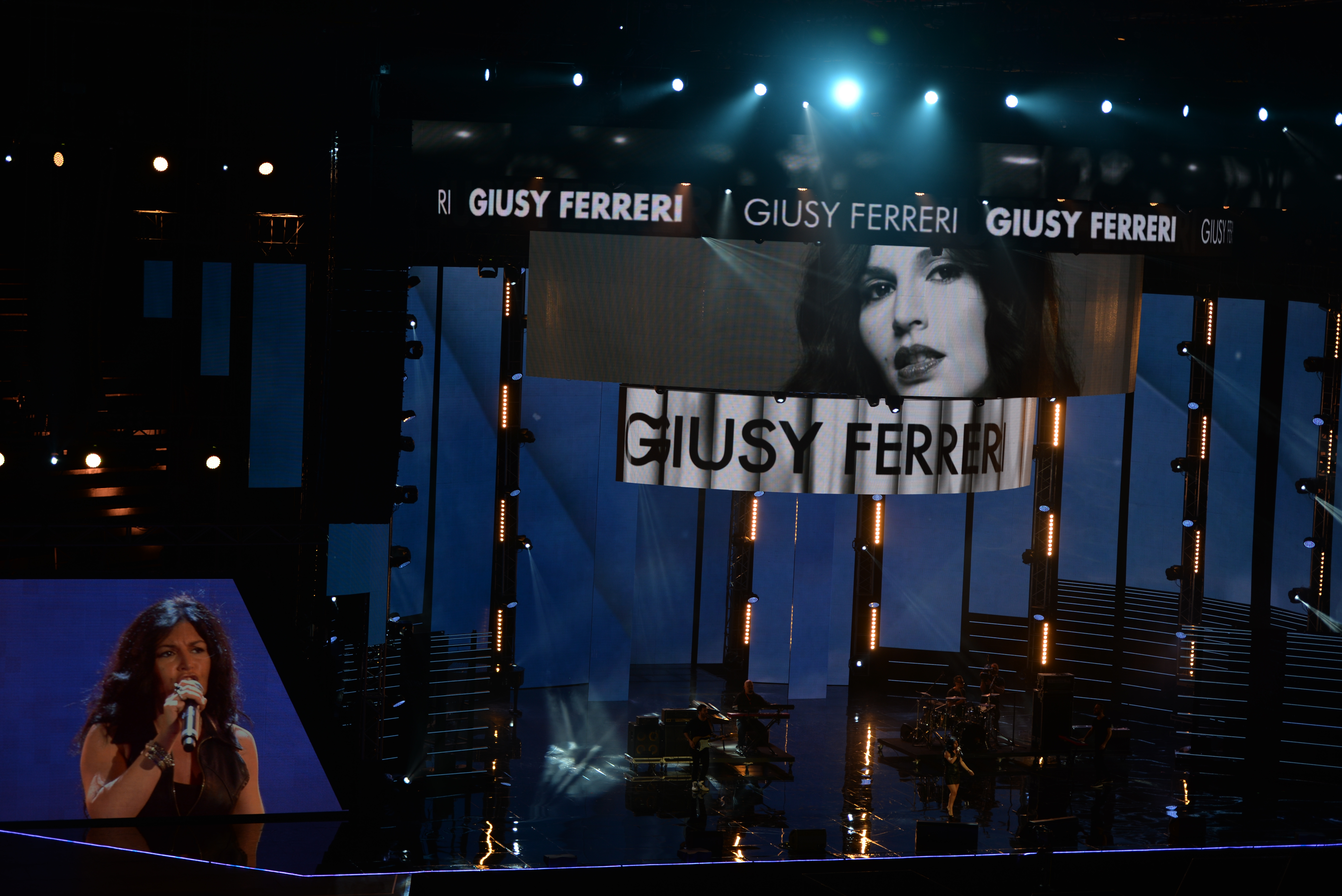
جوسي فيريري في حفل عام 2016.

جوسي فيريري (بالإيطالية: Giusy Ferreri)‏ هي مغنية وكاتبة أغاني إيطالية. وُلدت في مدينة باليرمو في 17 إبريل سنة 1979م. شاركت في عام 2008م، في الطبعة الإيطالية الأولى من عرض المواهب إكس فاكتور، والتي جاءت في المرتبة الثانية. لقد باعت في جميع أنحاء العالم أكثر من 1,985,000 نسخة حتى الآن.

## وصلات خارجية
- الموقع الرسمي
- Partiti adesso على يوتيوب
- Volevo te على يوتيوب